# Lappula nuratavica
Lappula nuratavica är en strävbladig växtart som beskrevs av Nasbiev och Zakirov. Lappula nuratavica ingår i släktet piggfrön, och familjen strävbladiga växter. Inga underarter finns listade i Catalogue of Life.